# 모토초시정
모토초시정(本銚子町)은 지바현 가이조군에 일찍이 존재했던 정이다. 

## 지리
- 현재의 조시시 동북부에 해당한다.
- 마을은 도네강 남쪽 기슭에 위치해 있다.
- 마을은 고원과 평지가 뒤섞인 골짜기가 많은 지형이다.

## 역사
- 1889년 4월 1일 정촌제 시행에 수반해 이누마촌이 단독으로 촌제를 시행하여 성립하였다.
- 1933년 2월 11일 - 조시 정, 혼조시 정, 니시조시 정, 도요우라 촌과 합병해, 조지시가 성립하여, 동일 모토초시정은 폐지되었다.

## 인구
| 1891년 | 15,484 |
| 1908년 | 17,824 |
| 1920년 | 16,917 |

## 교통

### 철도
- 조시 철도 (→ 조시 전기 철도)
  - 조시 철도선(→ 조시_전기철도선)

## 참고문헌
- 角川日本地名大辞典編纂委員会『角川日本地名大辞典 12 千葉県』、角川書店、1984年 ISBN 4040011201